# Morten Ask
Morten Ask, född 14 maj 1980 i Oslo, Norge, är en norsk före detta professionell ishockeyspelare som avslutade karriären i Vålerenga 2019.
Ask har tidigare erfarenheter från spel i Norge, USA, Finland, Sverige, Tyskland samt från det norska landslaget.

## Klubbar
- Furuset IF 1997–98
- Vålerenga Ishockey 1998–2003, 2004–05, 2010–11, 2012–19
- Laredo Bucks 2002–03
- Toledo Storm 2003–04
- Las Vegas Wranglers 2004–05
- SaiPa 2005–06
- Djurgården Hockey 2006 – 2007–08
- EV Duisburg 2007–08 – 2009
- Nürnberg Ice Tigers 2009–10
- Lørenskog IK 2011
- HV71 2011–2012